# Europamästerskapet i softboll för herrar
 Europamästerskapet i softboll för herrar organiseras av ESF, och spelades första gången 1993.

## Resultat
| År   | Spelplats                 |               | Final         | Final          |                | Semifinalister | Semifinalister |
| År   | Spelplats                 | Etta          | Tvåa          | Trea           | Fyra           |                |                |
| 1993 | Prag, Tjeckien            | Nederländerna | Danmark       | Tjeckien       | Slovakien      |                |                |
| 1995 | Hørsholm, Danmark         | Nederländerna | Danmark       | Tjeckien       | Slovakien      |                |                |
| 1997 | Bussum, Nederländerna     | Tjeckien      | Danmark       | Nederländerna  | Israel         |                |                |
| 1999 | Prag, Tjeckien            | Tjeckien      | Nederländerna | Danmark        | Israel         |                |                |
| 2001 | Antwerpen, Belgien        | Tjeckien      | Nederländerna | Storbritannien | Danmark        |                |                |
| 2003 | Choceň, Tjeckien          | Nederländerna | Tjeckien      | Storbritannien | Danmark        |                |                |
| 2005 | Nijmegen, Nederländerna   | Tjeckien      | Danmark       | Nederländerna  | Storbritannien |                |                |
| 2007 | Beveren, Belgien          | Tjeckien      | Danmark       | Nederländerna  | Belgien        |                |                |
| 2008 | Köpenhamn, Danmark        | Tjeckien      | Danmark       | Storbritannien | Nederländerna  |                |                |
| 2010 | Havlíčkův Brod, Tjeckien  | Danmark       | Tjeckien      | Storbritannien | Nederländerna  |                |                |
| 2012 | Amstelveen, Nederländerna | Tjeckien      | Nederländerna | Storbritannien | Danmark        |                |                |